# Detektyw (журнал)
«Detektyw» (Детектив) — старейший и крупнейший польский ежемесячный журнал, посвященный криминальным темам. Издается в Варшаве с 1987 года. Издатель «Польская издательская группа Monika Frączak, Krzysztof Kilijanek sc», которая с октября 2020 года относится к издательскому коллективу «Przedsiębiorstwo Wydawnicze Rzeczpospolita», а с 1 февраля 2019 по сентябрь 2020 года входило в структуру Польского агентства печати.
Содержит статьи, колонки и репортажи, основанные на реальных событиях из Польши и мира. Содержание предназначено только для взрослых читателей.
Главным редактором является Кшиштоф Килиянек. Каждый квартал выходят специальные выпуски. От обычных выпусков специальные отличаются только тематикой — в спецвыпуске все тексты посвящены одной теме (в том числе «Пожизненно», «Слабый пол», «Пятна на униформе»).